# ハイイロイワシャコ

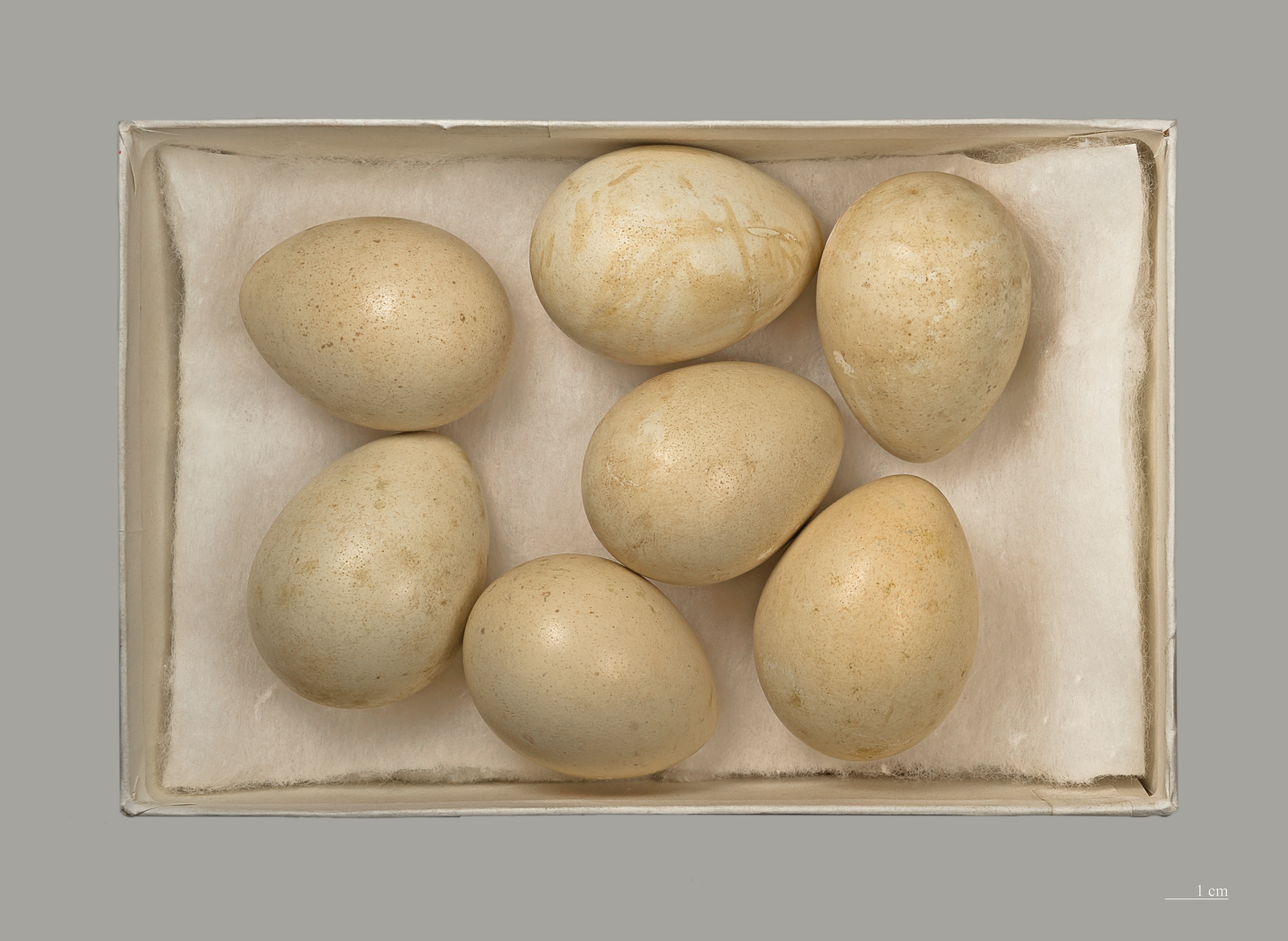
Alectoris graeca graeca

ハイイロイワシャコ （灰色岩鷓鴣、学名：Alectoris graeca）は、キジ目キジ科に分類される鳥類の一種。

## 分布
西南アジア、東南ヨーロッパ